# Hällkista

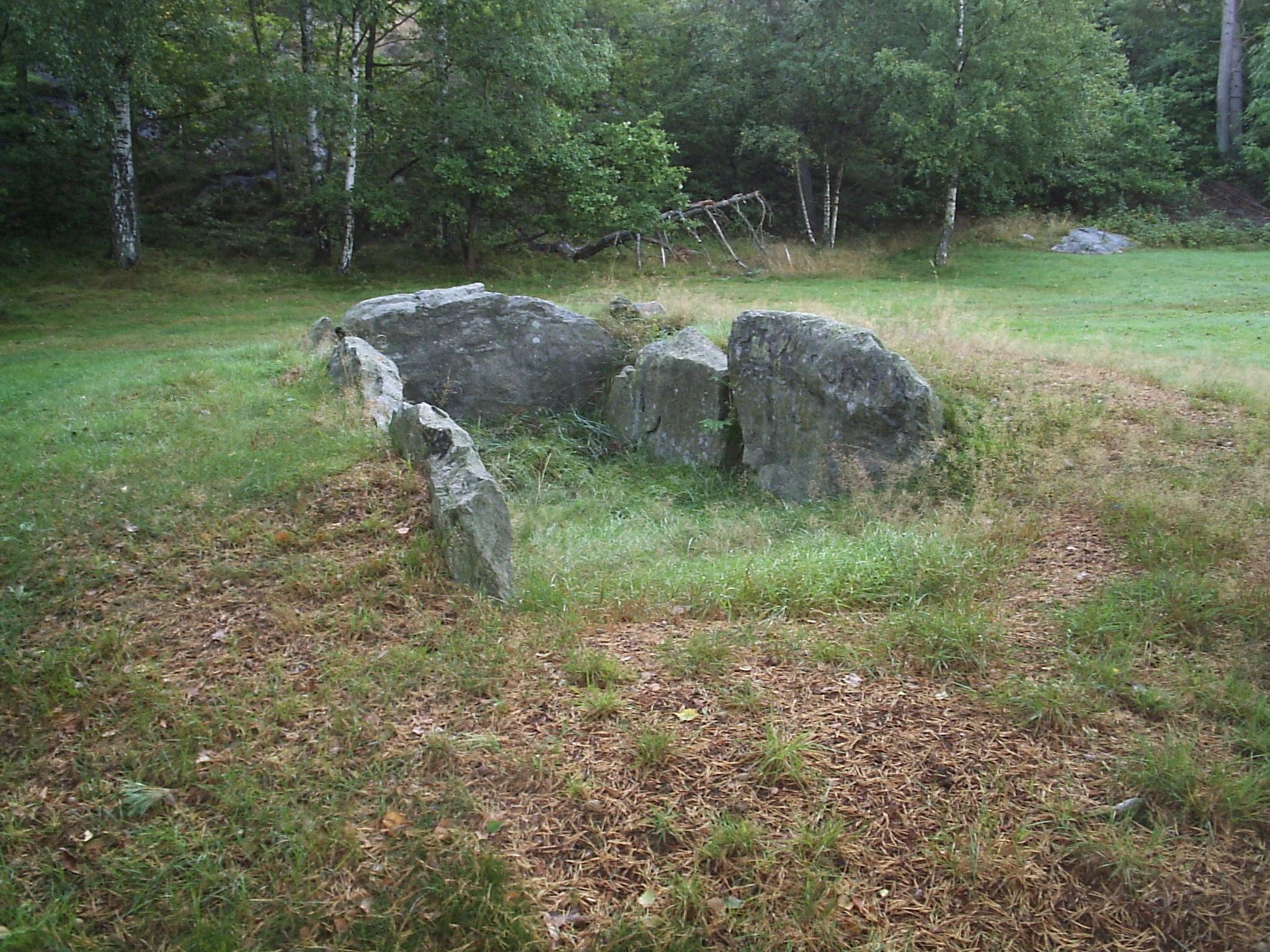
Resterna av en cirka 4 000 år gammal hällkista vid Delsjön i Göteborg. Kistan täcktes tidigare av ett par takhällar. Carl von Linné besökte hällkistan den 11 juli 1746 och skriver om den i sin "Västgötaresa": Kungsgraven låg i sydost från Karlebäck uti en liten ätteplats med upprättade stenar: hon var 2½ famn lång, 1 famn bred och eljest byggd såsom Hjelmars grav vid Falköping.

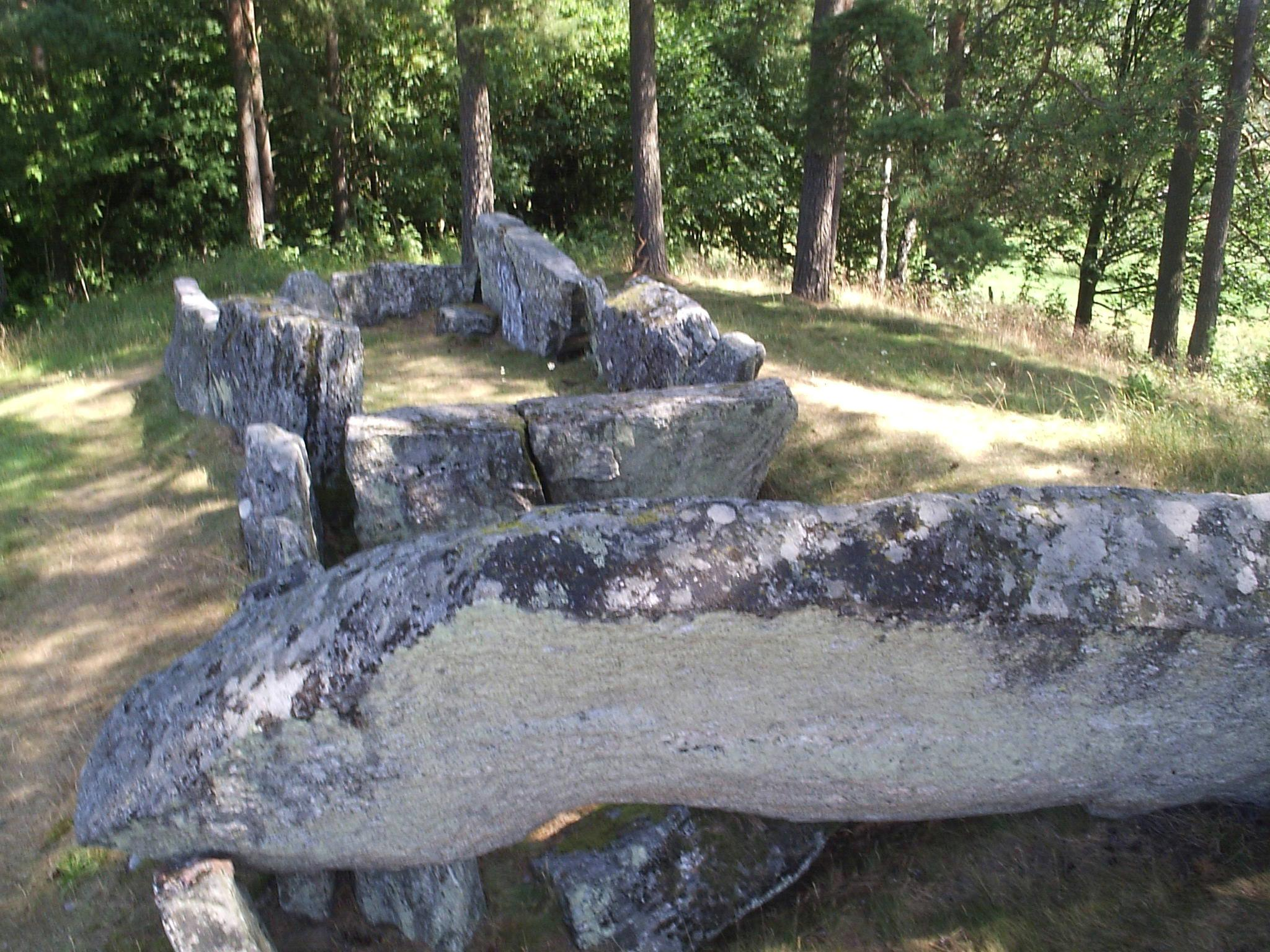
Jättakullen, Nordens största hällkista.

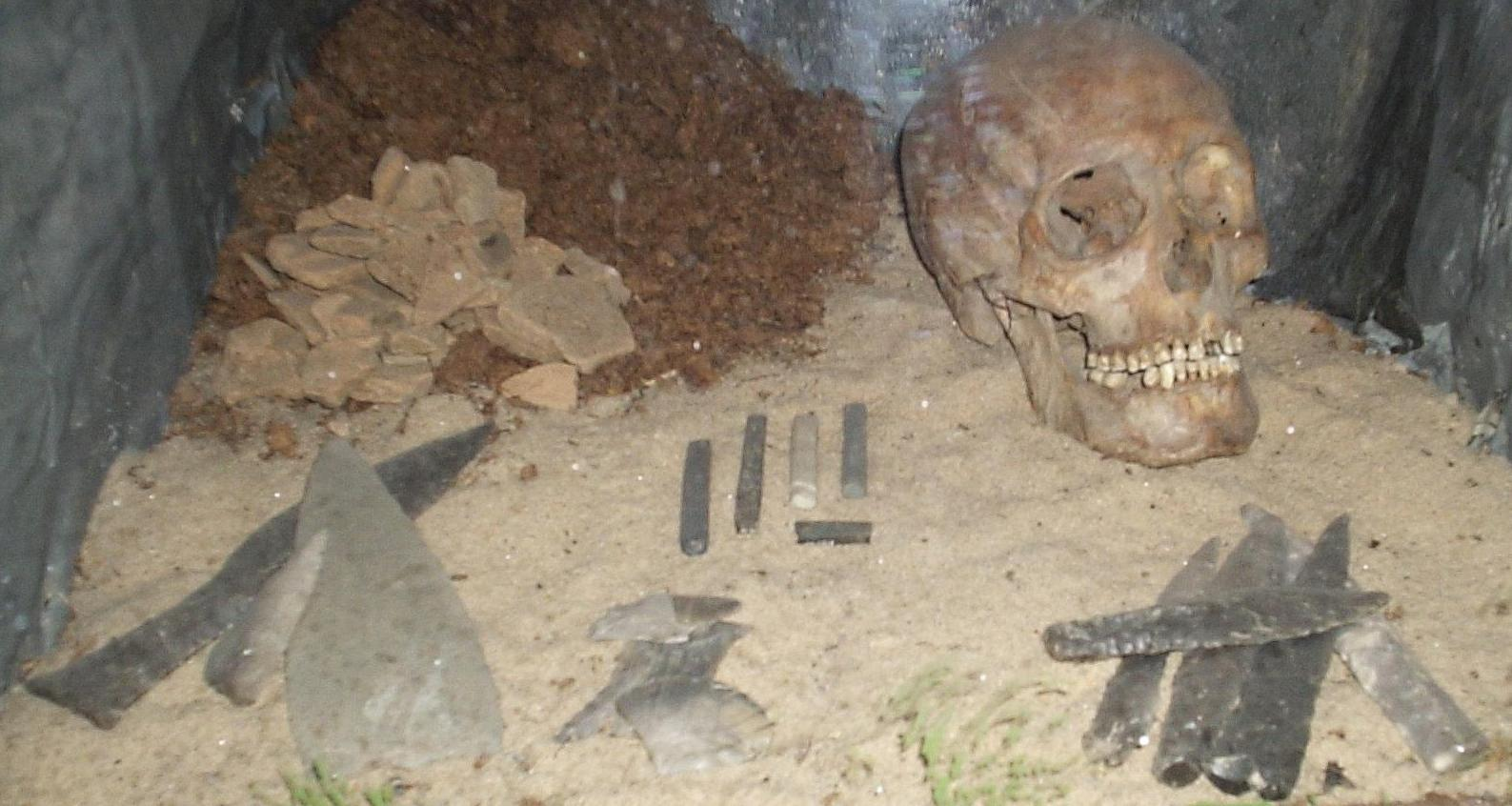
I Ingemarstorp, drygt en kilometer nordöst om Södra Härene kyrka, och Jättakullen låg fram till 1950-talets början en hällkista som försvann med upptagandet av ett grustag. Den var dittills orörd, så fynd av bland annat 16 flintdolkar och en spjutspets gjordes. Fynden visas numera på Alingsås museum.

En hällkista (i äldre språk ibland hällekista) är en rektangulär stenkammare som användes för begravning under den senare delen av neolitikum (yngre stenåldern), en tidsperiod även kallad senneolitikum (2350–1700 f.Kr.). Större hällkistor byggdes och användes in i bronsåldern och efterbegravningar skedde även under järnåldern. Med efterbegravning menas att gravplatsen nyttjats långt senare än under den tidsperiod då en gravhög, ett gravmonument eller en gravkammare uppfördes, alltså senare och under en tidsperiod då gravskicket var ett annat. Hällkistor förekommer dock även under brons- och järnålder som gravkammare i rösen, högar och stensättningar, men är då oftast av mindre format än de neolitiska kistorna.
Hällkistan är byggd av kantställda mer eller mindre släta och tunna stenhällar och många gånger täckt av en eller flera sådana så kallade takhällar. På orter där tillgång finns på kalksten kan en hel vägg eller taket bestå av en enda hel häll. I andra områden kan de vara byggda av ett stort antal tunna stenhällar av mindre storlek där stenarna placerats om lott eller i flera lager. Klumpstenar med slät insida förekommer också som byggnadsmaterial. Hällkistorna har alltid ingången, när detta förekommer, vid ena gavelsidan i öster eller söder. Hällkistorna kan ha två eller flera rum som är placerade på rad efter varandra. Ibland är de nedsänkta i marken och täckta av en hög, stensättning eller ett röse.

## Forskningshistoria

### Hällkistan utvecklad ur megalitgravar
Hällkistan tillhör gruppen av stenkammargravar och kan indirekt ses som en utvecklingsform av gånggriften, men mellan de båda typerna är det en tidsrymd av 500 år då inga stenkammargravar byggdes och med mycket sparsamt användande av stenkammargravar för gravläggningar i Sverige.
Montelius menar att västkustens hällkistor oftare hade en synlig inte övertäckt gravkammare Indelningen i synliga och täckta av rösen stensättningar eller högar. Men det är osäkert om gravarna var täckta under brukningstiden eller övertäckts senare. Montelius menade att de öppna  kistorna var av högre ålder än de täckta med material. Utvecklingen av hällkistan kommer enligt Montelius från megalitgravarna. Stenkammargravarna i Skandinavien har följt en egen utvecklingsväg och följt efter varandra.  
Carl Axel Nordman höll med om att hällkistan har utvecklats från gånggrifter och dösar men genom impulser utifrån och inte som en inre utveckling av nordiska former . Nordman delar in hällkistor i megalitiska och icke megalitiska hällkistor, De megalitiska är orienterade N-S och har en större kammare. Icke megalitiska är avsedda för en begravning, den rektangulära stenkistan utan egentlig kammare. Nordman menar att de  mindre kistorna är yngst. 
Sune Linqvist menar  att hällkistan utvecklats ur den nordiska dösen, Gånggriften har haft en egen förändringsprocess. Hällkistor med stora förrum är de enda som är senneolitiska, Kronologist hör de andra kistorna till brons- eller järnålder. 
Holger Arbman delar också hällkistorna i två grupper. Den större neolitiska kistan byggdes för flera kollektiva begravningar, Den mindre var avsedd för en person. Dessa två typer har olika ursprung från två  traditioner. Den stora mer simpla kistan ska då ha ett megalitiskt ursprung men den har enligt Arbman inte utvecklats ur gånggriften, De mindre kistorna knyter han till jordgraven från gropkeramisk kultur och påverkan från stridsyxekulturen kistor.  Curt Wallin har samma åsikt  att hällkistan är stenkista som ersätter träkista i enmans jordgravarna. Wallin menar att dessa gravar anlades under flat mark och träkistan skyddades av ett en nedgrävt röse. 
Bengt O. H. Johansson studie i Tor 1961 gav en översikt över hällkistornas förekomst i Sverige. Han bekräftade den äldre uppdelningen i tre hällkisttyper: flerrummiga, öppna enrummiga och helt slutna kistor. Kistornas orientering och högarnas utseende samvarierar inte med grupperna. Johansson menade att de enrummiga, slutna kistorna var kortare och understiger 3 meter i längd. Detta stämmer dock inte med kistorna i Kronoberg (Se visioner i landskapet nedan). Största svårigheten är att datera hällkistornas som kan tillhöra stenåldern eller bronsåldern. Konstruktionen av kista och rösets eller högens uppbyggnad ger inga säkra dateringsgrunder. Likheter i konstruktion och skadegörelse som hällkistor ofta utsatts för försvårar dateringen. En hällkista där täckröset går förlorat kan förvandlas från en kista av bronsålderstyp till en kista av stenålderstyp. 
Lili Kaelas delar också hällkistorna i två grupper och flerrummiga och enrummiga kistor. Enrummiga kistor kan vara slutna eller öppna, Dessa saknar gavelsten i södra eller östra gaveländen. Kaelas menar gravskicket troligen infördes sjövägen längs kusten till södra Skandinavien. John_ Elof Forsander är av åsikten att flerrummiga hällkistans kan härledas till Seine-Oise-Marne-kulturen i Frankrike. Den enrummiga kistan finns inte i det området men en liknande kista finns i Bretagne i Frankrike.
Klaus Ebbensen håller inte med om uppfattningen att hällkistan har utvecklats från megalitgraven. För honom är hällkistan en ny gravform. De danska hällkistorna  är mycket mindre i förhållande till megalitgravarna och de kan inte kopplas samman enligt Ebbesen.
Märta Strömberg särskiljer på hällkistorna i sitt arbete Från dös till hällkista på Österlen och menar att det finns två slags hällkistor och hon ställer sig frågan om huruvida hällkistan är en sorts inhemsk utveckling eller en förändring som orsakats genom externa kulturkontakter. Strömberg menar att den ena sortens kista är byggt av större kraftigare hällar medan den andra har långa tunna hällar och plattor. Hon menar att den sistnämnda inte har utvecklats från de tidiga fyrsidiga dösarna och att dessa senare kistor påträffas i framför allt i Skåne. Hon menar även att hällkistor som innehåller ett flertal skelettbegravningar och tröskelsten tillhör senneolitikum.
I Västsverige mest i Bohuslän och Västra Götaland finns hällkistor med gavelhål i ena änden. Sverker Jansson menar att denna konstruktion är äldre än senneolitikum. Gavelhål liknar utformningen av de bohuslänska dösarna där vid ingången två stora hällar har ställts mittemot varandra och en halvcirkelformad öppning har huggits ut i båda blocken. Janson menar att en så utpräglad form måste förstås som en utveckling av gavelhålet.. Han menar att dessa gravtyper liknar varandra men den ena gravtypen behöver inte ha sitt ursprung i den andra men gavelhålet i sig är ingen nyhet. 

## Funktionella och rituella tolkningar av monumenten
Curry Heimann  behandlar i sin avhandling neolitiseringen i västra Värmland under yngre stenåldern. Han jämför också skillnaderna mellan öppna och slutna hällkistorna i Sverige. Skillnaderna avspeglar människors olika syn på gravplatsens innebörd och funktion menar han.Slutna övertäckta kistor markerar att gravanläggningen troligtvis haft en passiv roll vid  produktionen av samhällets kollektiva minne. Kistorna med gavelhål eller flera rum representerar en mer aktiv roll i ritualer och hällkistan var mera tillgänglig. Olikheten menar han speglar en begravningsrit och en förfädersrit. Förfädersriter använde de avlidnas kroppsdelar i riter vilket gjorde lättillgängligare ingång till monumentet mera praktisk. Heimann påpekar att hantering av skelettmaterial i rituella sammanhang vid dessa hällkistor inte kan påvisas då bevarat skelettmaterial saknas, (Heimann 2005: s135). Han anser att  variationen i utformningen av hällkistorna skildrar olika  roller i det forntida samhället. 
Hällkistor byggs som gravkammare också i bronsåldersrösen.  Rösenas funktion i det förhistoriska rummet har behandlats av många författare. De flesta menar att rösen ska betraktas som  revirmarkeringar i landskapet. Dan Carlsson menar att gotländska rösen som revirmarkeringar pekande mot privat äganderätt till marker.. Ulf Bertilsson menar i sin avhandling att rösen markerade territoriers yttre gränser medan hällristningarna markerade deras centrum. Andra forskare såsom Noel Broadbent har betonat rösen som landmärken och utmärkning av segerleder. Dessa tolkningar grundas på synsättet att mäktiga individer under bronsåldern har begravts i dessa rösen. Forskning om relationen mellan de döda och de levande och begravningsriter har varit många under senare tid. Förfäderskult har ofta ingått i nya tolkningar. Ofta har efterlevande generationers återbruk av kroppslämningar och rituella handlingar kring gravrösen varit i fokus.
Kristina Jennbert har studerat begravningsriten som en övergångsrit där högar och rösen är platser för släkters hågkomst över döda förfäder. Rösenas största betydelse var bland de levande i gruppen. Susanne Thedéen studerade gravkammare särskilt ingående. Hon betonar svårigheter med begrepp som centralgrav och sekundärgravar i rösen. Hon menar att monumentet har återkommande använts i ritualer och processer. Rösena var de levandes monument. Inre konstruktionsdetaljerna såsom kantkedja, kallmurar och inre stenkretsar i monumenten skapade olika rituella rum som var betydelsfulla under begravningsriten då de levande deponerade den döde i graven, (Thedéen 2004: 93). Thedéen tolkar bendepositionerna  i kanterna av stenkretsarna som lika betydelsefulla som själva centralgraven. Thedéen menar att begreppen centralgrav och sekundärgrav inte ska dominera tolkningen av rösen. De yttre stenkretsarna var rum inte bara för de döda utan även efterlevande som återkom för riter. Rösen var monument som användes under en länge tid och var relativt tillgängliga.

## Gravfält
Strömbergs avhandling  Gravplats - Gravfält. Platser att skapa minnen vid - platser att minnas vid studerar forntida gravfält i Västsverige. Gravfälten började anläggas under bronsålder eller tidig järnålder. Gravfält har ofta en mångfald och variation av gravskick och gravformer. Gravfält indelas kronologiskt av Strömberg så att äldst är så kallade rösegravfält från tiden 1200–400 f. Kr. De följs av mindre kända mittblocksgravfält 1000–200 f. Kr. döpta efter gravar anlagd runt ett mittblock. Sedan kommer brandgravfält /urnengräberfeld/ i Sverige från förromersk jårnålder fram till i romersk järnålder samt stensättningsgravfält från år 0–500 e. Kr. Hällkistan användes redan i rösegravfälten och det är en viktig övergång. Bevaringsförhållanden för källmaterialet varierar ofta kraftigt inom och mellan olika gravfältslokaler. Detsamma kan sägas om begravningsritualers genomförande då även dessa har skiftat kraftigt under olika tidsskeden. 
Den italienska forskaren Bietti Sestieri menar att gravfält utgör en bra grund för rekonstruktioner av samhällsorganisationer och använder sig av gravfält för att just identifiera sociala strukturer och organisationer. Detta grundar hon att det i alla samhällen finns ett mått av överensstämmelse mellan olika typer av begravning riter som i sin tur avspeglar social struktur och organisation. Gravfält är då ett utmärkt område att studera detta på grund av sin variation och långa tidsspann.

## Utbredning av hällkistor

### Europa och resten av världen
Hällkistor är kända från hela Europa och är spridda över stora delar av världen men de är inte byggda på samma sätt och har använts under skilda tidsepoker. Hur hällkistorna kom till Skandinavien är okänt men gravtypen har möjligen rötter i Frankrike och England. Gravar liknande de nordiska förekommer också i nordvästra Tyskland. En yngre form helt under jordytan kan följas ned till Ukraina. I Danmark har hällkistorna sin  huvudsakliga spridning på östra Jylland. Från Norge känner man bara till ett 10-tal, de flesta på Östlandet.
Hällkistor heter på olika språk: ty. Steinkisten, fr. coffres en pierres, chambres sépulcrales, allées convertes, de senare mycket långsträckta, eng. sepulchral chambers osv

### Sverige
Antalet hällkistor i Sverige torde uppgå till över 2 200. Hällkistor förekommer i Sverige främst i Götalandskapen med en koncentration till södra Småland, Västergötland, och Närke. Gravtypen är även vanlig i Dalsland. Värmland är det landskap i Svealand som har flest hällkistor. Enligt Riksantikvarieämbetets fornminnesregister finns det 649 sådana hällkistor i Västergötland, 129 i Dalsland, 97 i Bohuslän, 70 i Halland och runt 100 i Värmland.[källa behövs] Skåne, Halland, Blekinge, Öland, Östergötland och Gotland har också hällkistor, Det råder en stor svårighet att klassificera många fornlämningar i fält, vilka berör denna typ. Många kallas stenkammargravar, där de ofta antas vara hällkistor ifall de inte kan påvisas vara dösar eller gånggrifter. 

### Småland
Småland har flest hällkistor i Sverige med två koncentrationer dels i Göteryd i Helgeåns vattenområde med omgivande område runt Möckeln. Ett andra område i är centrala Värend i Mörrumsåns vattenområde runt sjöarna Åsnen, Salen och Helgasjön. Småland har förutom dessa koncentrationer hällkistor spridda över största delen av landskapet. Sammanlagt finns över 600 hällkistor registrerade i fornminnesinventeringen och därtill 150 platser för borttagna hällkistor. (Visioner i landskapet 1, se nedan) 

### Östra Mellansverige (Sörmland, Västmanland och Uppland)
I Östra Mellansverige är hällkistor sällsynta. I denna region fanns 2005 19 kända hällkistor varav tre i Södermanland, elva i Uppland och fem i Västmanland. Uppgifter från Jan Apels uppsats från 1991 med kompletteringar. 7 av dessa 19 hällkistor hade 2005 blivit föremål för arkeologiska undersökningar varav en har en artikel på wikipedia Albykistan, De andra är Söderbykistan i Sörmanland, hällkistorna i Annelund, Dragby, Håga och Odensala i Uppland och slutligen Bjurhovdakistan i Västmanland. Hällkistorna i Alby och Söderby avvek från kistorna norr om Mälaren då de var placerade i NÖ – SV respektive NNÖ – SSV medan de övriga kistorna var placerade i en närmast nordväst - sydöstlig riktning. Kistan i Håga avvek genom att den saknade omgivande rösefyllning.

### Norrland
Norrland har bara ett fåtal hällkistor, Hallström undersökta 1916 hällkistan i Lagmansören, i Indals socken, Medelpad. Ytterligare en kistan är dokumenterad Äland i Säbrå socken, Ångermanland. Dessa norrländska kistor saknar omgivande och täckande fyllning, torde kunna samföras med kistor av Jäkärlä-typen med östlig utbredning bland annat i Finland.

## Fynd och konstruktion
Ewa Ryberg skriver att av Kronobergs 609 registrerade hällkistor har 149 blivit undersökta och att samtliga gett fynd. Undersökningarna i Kronoberg gjordes i huvudsak under slutet av 1800-talet och i början av 1900-talet. Undersökningar var bara av kistan och inte av röse eller stensättning. Vanligaste fynden var flintdolkar, enkla skafthålsyxor, skifferhängen, hjärtformiga pilspetsar och spjutspetsar. I några hällkistor har man funnit enstaka bronsföremål, vilket visar att de har använts även efter stenålderns slut. Efterbegravningar från bronsåldern i hällkistor är inte ovanliga. Vanligen påträffar man flintdolkar men sällan påträffas flintskäror från samma tid vilket talar för att detta inte var prestigeföremål. Gravfynden visar att dolken var den viktigaste symbolen för den tidens människor. Det är inte heller ovanligt med så kallade eldslagningflintor i gravarna.
Hällkistan var oftast avsedd för flera döda, som begravdes sittande eller liggande, men i de yngre mindre hällkistorna fanns det sannolikt inte plats för mer än en enda person. De stora hällkistorna var liksom gånggrifterna en begravningsplats som var gemensam för många individer. De måste därför ibland öppnas för införande av nya begravningar, varvid tidigare begravningar lätt rubbades. Ofta placerades hällkistan i en ungefärlig nord-sydlig riktning, med mindre avvikelser. I de fall som det förekommer en tydlig ingång är den så gott som alltid placerad vid den södra  eller östra kortsidan. De flesta hällkistorna var omgivna av en hög, ett röse eller en stensättning. I sällsynta fall kan de dessutom ha en kantkedja av resta stenar, glest placerade längs högens ytterkant.
Hällkistan har vanligen en rektangulär kammare och med ungefär samma bredd och höjd över hela dess längd, men ett mindre antal är snarare kvadratiska, eller kilformade där ingången är vid den smalare kortsidan. Hos de äldsta exemplaren finns ibland ett förrum (ingång), vilket då alltid befinner sig utanför ena gaveländan samt ibland är smalare än, ibland lika bred som kammaren. Öppningen från förrummet till kammaren är ibland fyrkantig (i dessa fall är bredden lika stor för båda), men vare sig förrummet är smalare eller inte, är öppningen in till kammaren ibland rund till formen, vilket uppkommit av att de två väggstenarna som utgör kortsidan eller gaveln, har varsin halvcirkulär inhuggning som tillsammans bildar ett runt gavelhål. Sådana hällkistor med rund eller oval öppning är hittills kända till ett antal av 26 stycken i Bohuslän, norra Halland, Västergötland, Närke och Östergötland. Däremot förekommer de inte alls i övriga delar av södra Sverige eller i Danmark. Man känner till liknande stenkammargravar med rund öppning eller gavelhål i södra England och nordöstra Frankrike, men också i Spanien och i sydvästra Tyskland, varför det kan vara så att kännedomen om desamma kommit till Sverige därifrån men de finns också på dösar i Bohuslän så i så fall har de kommit tidigt till Sverige,
Längden på hällkistorna varierar ofta mellan två och fem meter, men enstaka kan vara runt tio meter, medan bredden oftast en meter eller som mest närmare det dubbla. Rent generellt tycks alla tidiga hällkistor vara betydligt längre än genomsnittet, medan de yngre alltid förefaller vara mindre och kortare. De yngsta hällkistorna var sannolikt bara avsedda för en enda gravläggning, och då av en individ i utsträckt ryggläge.
Stora hällkistor kan i enstaka fall vara uppdelade i flera rum genom resta och markfasta vägghällar som avskiljare. I en enda sådan hällkista med en längd av 4,50 meter, 2,10 meter bred och 1,85 hög vid Karleby Utbogården i Västergötland har man funnit lämningar av ett 60-tal skelett samt dolkar, spjut- och pilspetsar av flinta. Två bronspärlor och ändan av en spjutspets hittades också.
Nordens största hällkista finns i Vårgårda kommun i Västergötland. Dess yttermått är 14 meter x 2 meter och ligger på Jättakullen, invid Södra Härene kyrka. Hällkistan var täckt med grus och upptäcktes då högen skulle användas som grustag. De två takhällarna kan beräknas ha en vikt av 10 ton vardera. Den näst största kistan finns i Vilske-Kleva socken i Västergötland och den är obetydligt kortare, men bara 1 meter bred.
Från hällkistorna skiljer man sådana gravar (i högar), vars väggar utgörs av kullerstensmurar istället för hällar. En särskild gravtyp är de gravar som har en stenkista, som består av fyra små kantställda hällar och en femte som lagts över,  De är för små för att rymma ett lik och omsluter vanligen ett kärl med brända ben. De är alltså gravgömma i brandgravar.